# John Grant
John Grant (c. 1570 – 30 de gener de 1606) fou un participant de la conspiració de la pólvora, una conspiració fallida que tenia per objectiu reemplaçar el rei protestant Jaume I d'Anglaterra per un monarca catòlic. Grant va néixer cap al 1570, i vivia a Norbrook (Warwickshire). Es va casar amb la germana d'un altre conspriador, Thomas Wintour, i fou reclutat per Robert Catesby. El paper de Grant en la conspiració fou aconseguir subministraments per fer un alçament a les Midlands, en el qual es capturaria la filla del rei Jaume, la princesa Elisabet. Tanmateix, la vigília del dia en què estava prevista l'explosió, Guy Fawkes fou descobert mentre vigilava els explosius que els conspiradors havien preparat al soterrani a sota de la Cambra dels Lords, i fou detingut.
Mentre el govern buscava els còmplices de Fawkes, Grant i la resta van iniciar una missió fútil per buscar suport per l'alçament. Van robar cavalls del castell de Warwick, i provisions de Hewell Grange, fins a aturar-se a la Casa Holbeche. El grup es trobava davant d'un foc amb póvlora que havien aconseguit per assecar-la, però una espurna l'encengué, i Grant quedà encegat a resultes de l'explosió. Les forces governamentals van assetjar la casa, i fou capturat i traslladat a Londres.
A la seva compareixença el gener de 1606, Grant es va declarar no culpable d'alta traïció, però tanmateix fou sentenciat a ser penjat, arrossegat i esquarterat. Fou executat tres dies després, el 30 de gener.

## Biografia
Nascut cap al 1570, John Grant vivia a Norbrook, prop de Snitterfield, a Warwickshire. Estava casat amb la germana de Thomas Wintour, Dorothy, amb un fill, Wintour Grant. És descrit per Antonia Fraser com un personatge melancòlic, però també intel·lectual que estudiava llatí i altres llengües. Era de caràcter ferm, com sabien els funcionaris que buscaven sacerdots catòlics; els era tan desagradable que eventualment van marxar de Norbrook. Grant també es va involucrar en la rebel·lió d'Essex contra Elisabet I, igual que alguns dels homes que acabarien participant al que es coneix com la conspiració de la pólvora.

## Conspiració
Els catòlics anglesos esperaven que l'etapa de persecució que havien patit durant el regnat de la reina Elisabet acabés quan Jaume I d'Anglaterra va arribar al tron, ja que la seva actitud semblava moderada, i fins i tot tolerant, vers els catòlics. Tanmateix, al parer de Robert Catesby, Jaume havia renegat de les seves promeses, i ben aviat va perdre la paciència amb la nova dinastia. Així, va planificar assassinar el rei Jaume fent explotar la Cambra dels Lords amb pólvora, incitant una revolta popular durant la qual es restauraria un monarca catòlic al tron.
Catesby comptava amb l'ajuda de sis altres catòlics, i el 25 de març de 1605 n'havia reclutat tres més: Robert Wintour, Christopher Wright i Grant. Grant havia rebut una carta de Catesby invitant-lo a una trobada a Oxford, on ell i Robert Wintour van fer un jurament, després del qual se'ls va explicar el pla. El paper de Grant en l'aixecament se centrava a la seva casa a Norbrook, que es trobava en un lloc ideal de les Midlands (prop de Warwick, Stratford, i de la casa on Catesby havia passat la seva infantesa a Lapworth, llavors propietat de John Wright). L'estiu de 1605 Grant probablement havia guardat armes i munició a Norbrook, i se li va encomanar aconseguir cavalls de guerra del castell de Warwick.
La preocupació per la pesta havia endarrerit l'obertura del Parlament, prevista pel febrer, fins a l'octubre de 1605. El govern va afirmar, després dels fets, que el desembre de 1604 els conspiradors estaven excavant un túnel sota el Parlament; tanmateix, no hi ha proves que sostiguin aquesta afirmació, i mai no s'ha trobat rastre del túnel. És possible que, a causa del canvi de dates, Grant no estigués involucrat en aquest assumpte, que s'hauria aturat quan es va poder comprar el soterrani sota la Cambra dels Lords. El 20 de juliol els explosius ja eren a lloc, però l'obertura del Parlament es va prorrogar una altra volta, aquest cop fins al 5 de novembre de 1605. Amb 3 nous conspiradors reclutats per Catesby es van acabar d'ultimar els darrers detalls; Fawkes havia d'encendre la metxa que iniciaria l'explosió, llavors fugiria cap al continent mentre la resta iniciaven l'aixecament a les Midlands, i capturarien la filla del rei Jaume, la princesa Elisabet. Així, mentre la conspiració s'apropava a la seva culminació, el dilluns 4 de novembre Grant i un amic foren trobats a Dunchurch a l'hostal de Red Lion inn, juntament amb el recentment reclutat Everard Digby i el seu "grup de caça". El matí següent, el grup va anar a missa i va seguir endavant.

## Fracàs
Després de ser avisats per una carta anònima adreçada a William Parker, quart Baró de Monteagle, la nit de dilluns les autoritats van escorcollar el Parlament. Allà van descobrir Fawkes vigilant la pólvora que els conspiradors havien situat en un rebost a sota de la Casa dels Lords. Catesby i la resta, de camí cap a les Midlands, van conèixer la detenció de Fawkes a través dels conspiradors que havien marxat de Londres, i que van viatjar plegats fins a Dunchurch per trobar-se amb Digby i el seu grup.
El dimecres 6 de novembre el govern estava ocupat buscant els còmplices de Fawkes, i cap al final del dia el nom de Grant apareixia a la llista de sospitosos del Lord jutge en cap. Tanmateix, la confirmació del seu estat com a fugitiu no arribaria fins l'endemà, quan, provocats pel seu robatori de subministraments al Castell de Warwick, el govern va emetre un declaració anunciant que Percy, Catesby, Rookwood, Thomas Wintour i els dos germans Wright eren homes buscats. A la mateixa declaració s'identificava erròniament Grant com a Edward Grant, i el criat de Catesby, Thomas Bates, probablement també fou confós amb Robert Ashfield. Des de Warwick van viatjar fins a la casa de Grant a Norbrook, recollint els mosquets, arcabussos i munició que hi havia guardats allà. Posteriorment, van seguir cap a l'oest travessant Snitterfield cap a Alcester, fins a aturar-se a Huddington cap a les dues de la tarda. El matí següent van assistir a una missa conduïda pel pare Nicholas Hart, que també va sentir les seves confessions — un signe que, segons Fraser, demostra que cap dels conspiradors creia que viuria massa més temps.
Els fugitius van seguir cavalcant sota la pluja, agafant armes, munició i diners de la casa de Lord Windsor a Hewell Grange. Qualsevol esperança que tinguessin d'un alçament massiu quedà frustrada pels locals, que en sentir que el grup defensava "Déu i el País", van respondre que ells defensaven "el Rei Jaume, a més de Déu i el País". El grup va acabar arribant a Holbeche House, a la frontera de Staffordshire, cap a les deu del vespre. Cansats i desesperats, van escampar pólvora molla que havien robat de Hewell Grange davant d'un foc per tal que s'assequés. Una brasa del foc va saltar sobre la pólvora, i les flames que en van resultar van rodejar Catesby, Rookwood, Grant i un altre home.
Grant quedà encegat per l'explosió, amb els seus ulls "cremats". Alguns dels conspiradors van desaparèixer enmig de la foscor de la nit, però Grant es va quedar amb Catesby, Thomas Wintour, Rookwood, els germans Wright i Percy. Amb l'arribada del xèrif de Worcester a primera hora del 8 de novembre, la casa fou assetjada. Catesby i Percy foren morts, com també els dos germans Wright. Wintour i Rookwood van quedar ferits i foren capturats, com també Grant.

## Judici i execució
Grant i els supervivents foren traslladats inicialment a Worcester sota custòdia del xèrif, i posteriorment a la Torre de Londres. A la seva instrucció de càrrecs el 27 de gener de 1606, tots els conspiradors tret de Digby es van declarar "no culpables". A la sentència del judici tots foren declarats culpables d'alta traïció, i foren sentenciats a ser penjats, arrossegats i esquarterats.
Les primeres execucions estaven previstes pel dijous 30 de gener de 1606. Juntament amb Digby i Robert Wintour (Bates fou traslladat per separat des de la presó de Gatehouse), Grant fou lligat a una tanca de canyís i fou arrossegat pels carrers de Londres fins a la Catedral de Saint Paul. Digby fou el primer en pujar a la bastida, i abans de ser executat va fer un breu discurs. Wintour el va seguir, i després fou el torn de Grant. Al seu judici, després que se li demanés per què no se l'havia de condemnar a mort, va respondre que era culpable d'un intent de conspiració, però que no es va arribar a dur a terme. De manera similar, Grant es va a confessar un cop a la bastida, essent l'únic dels condemnats en no fer-ho. Va pujar l'escala en silenci i se senyà, abans de ser penjat i, posteriorment, subjecte a la resta de la seva sentència. Els altres quatre conspiradors foren executats l'endemà a l'Old Palace Yard.